# Elio Morille
Pour les articles homonymes, voir Elio (homonymie).
Elio Morille, né le 7 septembre 1927 à Alexandrie (Alessandria) et mort le 21 juin 1998 à Rome, est un rameur d'aviron italien. 

## Carrière
Elio Morille a participé aux Jeux olympiques de 1948 à Londres. Il a remporté la médaille d'or en quatre sans barreur, avec Giuseppe Moioli, Francesco Faggi et Giovanni Invernizzi.

## Source de la traduction
- (en) Cet article est partiellement ou en totalité issu de l’article de Wikipédia en anglais intitulé « Elio Morille » (voir la liste des auteurs).